# Seiza

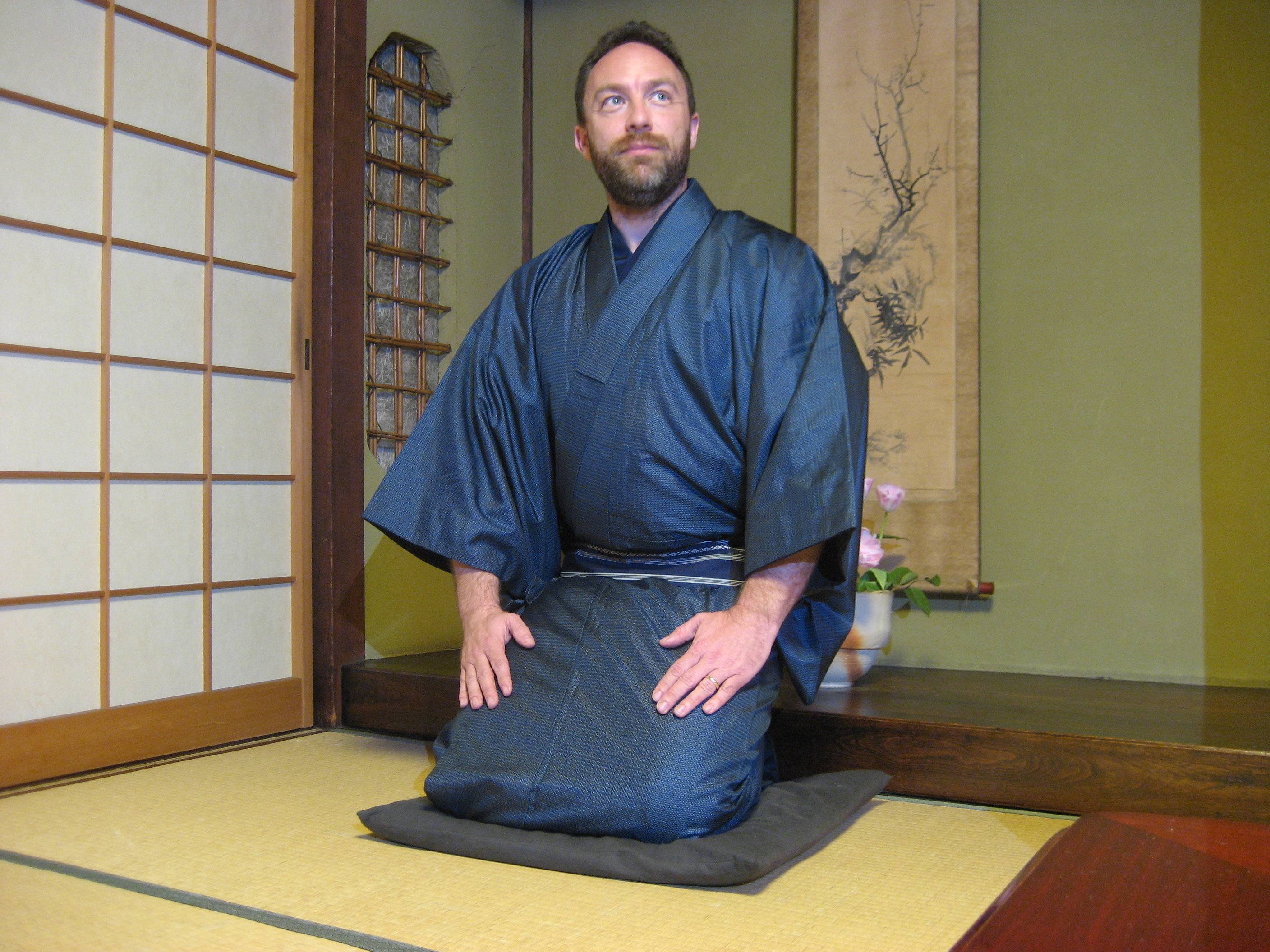
Jimmy Wales gekleed in een kimono zit in de seizahouding

Seiza [ˈseˌzaː] (Japans: 正座) is een Japanse zithouding waarbij de persoon op de knieën zit en met de billen volledig rust op de kuiten en de hielen. De zitstijl drukt hoffelijkheid en nederigheid uit. Seiza is een min of meer verplichte zitstijl tijdens: belangrijke, spirituele, en formele gebeurtenissen. Men wordt bijvoorbeeld geacht te zitten in de seizastijl: tijdens de theeceremonie; judoka's zitten in seizastijl, in de dojo, bij aanvang en afloop van een judotraining; en tijdens ceremonies in een jinja, een shintoheiligdom.

## Naam
Het woord seiza is de romaji-transliteratie van de kanji 正座. Het is een samenstelling van de bijvoeglijke naamwoord 正 [sei] "correct" in de on-lezing en het zelfstandige naamwoord 座 [za] "zit" eveneens in de on-lezing. Seiza betekent letterlijk: "correcte zit". De oorspronkelijke spelling was met het werkwoord 坐 [za] zitten in de on-lezing, dit is echter gewijzigd met de invoering van de Lijst van kanji voor algemeen gebruik (Japans: 当用漢字 [tōyō kanji]) op 16 november 1946.

## Geschiedenis
De zithouding werd gepropagandeerd als de juiste zithouding ten tijde van de Meijiperiode (1868-1912) op scholen en de formele manier van zitten. Daarvoor was er nog geen vastgestelde zithouding die als beter dan andere werd beschouwd. Dit is terug te zien op diverse Ukiyo-e (Japanse houtsnedes) waarop activiteiten staan die vanaf de meijiperiode worden uitgevoerd zittend in de seizastijl. Samurai waren, reeds ten tijde van de Edoperiode (1603-1868), verplicht om in de seizazithouding te zitten als ze de Shogun wilde spreken. Het werd toentertijd beschouwd als de zitwijze om gehoorzaamheid en loyaliteit te tonen.

## Vloer
Seiza houdt in zitten op de vloer en niet op een stoel. In traditionele Japanse huizen liggen tatami, matten opgevuld met rijststro, hierop was het comfortabeler om in de seizastijl te zitten. Wanneer er echter geen tatami liggen in een ruimte is het meestal acceptabel om op een zabuton te zitten.

## Straf
In seizastijl zitten is niet gemakkelijk. Niet-Japanners worden dan ook niet geacht langdurig of überhaupt in deze zithouding te kunnen zitten. Maar ook Japanners zelf kunnen veel last krijgen van hun benen wanneer ze voor een langere periode in seizastijl zitten. De bloedtoevoer naar de benen wordt gedeeltelijk afgeklemd en zorgt na enige tijd voor gevloelloosheid in de benen of voor kramp. Op scholen werden Leerlingen ook nogal eens getuchtigd met seiza. Vergeten huiswerk te hebben gemaakt of niet luisteren naar de docent kon resulteren in een bepaalde periode verplicht in seizastijl te moeten zitten achter in het klaslokaal.

## Verwesterlijking
Tijdens het uitvoeren van de traditionele Japanse kunsten zoals: kalligrafie, ikebana (bloemschikken), en het bespelen van de koto zit men traditioneel in de seizastijl. Evenals het publiek vroeger bij kabukivoorstellingen en sumoworstelwedstrijden in seizastijl zat wordt dit gebruik gestaag minder. De verwesterlijking van Japan leidt ertoe dat de seizazit steeds meer in onbruik zal geraken.